# Hardy Sandhu
Hardavinder Singh Sandhu, conocido como Hardy Sandhu, es un cantante y actor indio de origen punjabi, nacido el 6 de septiembre de 1981 en Patiala, Punjab (India). Saltó a la fama con la canción titulada "Soch". Su actuación también fue elogiado en su primera película debut titulada Yaaran Da katchup.

## Biografía
Fue jugador de críquet, era muy conocido y representó varias veces al equipo de cricket del estado de Punjab. Su primer objetivo era convertirse en jugador de críquet y unirse a la selección de críquet de la India. Pero tuvo la mala suerte de no ejercer este deporte, ya que una lesión fatal le permitió abandonar este deporte y luego a dedicarse después a la música.

## Singles
| Año  | Canción | Director musical | Etiqueta   | Notas                         |
| ---- | ------- | ---------------- | ---------- | ----------------------------- |
| 2014 | "Soch"  | Jaani            | Virsa Arts | Released: 13 de junio de 2014 |
| 2014 | "Joker" | Jaani            | Virsa Arts |                               |

## Filmografía
| Año  | Película          | Caracteres | Co-intérpretes                                                | Notas              |
| ---- | ----------------- | ---------- | ------------------------------------------------------------- | ------------------ |
| 2014 | Yaaran Da Katchup | Hardy Gill | Jaswinder Bhalla, Varun Sharma, Yuvika Chaudhary, Rana Ranbir | Punjabi Film Debut |